# Shadow the Hedgehog (computerspel)
Shadow the Hedgehog is een computerspel uit 2005 waarin een personage uit de computerspellenreeks Sonic the Hedgehog de hoofdrol speelt.

## Plot
Een buitenaardse demoon genaamd Black Doom heeft meegeholpen aan het maken van Shadow, onder voorwaarde dat Shadow alle Chaos Emeralds voor hem zal verzamelen, zodat hij daarmee de aarde kan opblazen. Maar Dr. Gerald Robotnik heeft hem gemaakt om de mensheid te helpen, wat Shadow zojuist ook aan Robotniks dochter Maria beloofd heeft. Zo komt Shadow the Hedgehog voor deze moeilijke keuze te staan, waar het lot van de wereld van afhangt.

## Platforms
| Platform      | Jaar |
| ------------- | ---- |
| GameCube      | 2005 |
| PlayStation 2 | 2005 |
| Xbox          | 2005 |

## Ontvangst
| Beoordeeld door        | Platform      | Datum            | Score |
| ---------------------- | ------------- | ---------------- | ----- |
| GameTrailers           | GameCube      |                  | 83%   |
| HonestGamers           | GameCube      | 23 december 2005 | 70%   |
| Eurogamer.net (GB)     | Xbox          | 15 november 2005 | 50%   |
| Jeuxvideo.com          | GameCube      | 19 november 2005 | 50%   |
| Cheat Code Central     | GameCube      | 2005             | 50%   |
| GameSpot               | Xbox          | 21 november 2005 | 48%   |
| Game Freaks 365        | GameCube      | november 2005    | 44%   |
| GameSpy                | PlayStation 2 | 16 november 2005 | 40%   |
| AceGamez               | Xbox          | 2005             | 40%   |
| Thunderbolt Games      | Xbox          | 18 februari 2006 | 40%   |
| Game Informer Magazine | Xbox          | januari 2006     | 20%   |